# واحدة بواحدة (فلم 1935)
واحدة بواحدة (بالإنجليزية: Tit for Tat) هو فيلم كوميدي قصير انتج سنة 1935 بطولة لوريل وهاردي، الفيلم ترشح لجائزة الأوسكار لأفضل فيلم حي قصير (كوميدي) لكنه لم يفز.

## طاقم التمثيل
- ستان لوريل
- أوليفر هاردي
- ماي بوش
- تشارلي هال

## وصلات خارجية
- مقالات تستعمل روابط فنية بلا صلة مع ويكي بيانات
- Laurel and Hardy's review of Tit for Tat